# 2,2,2-Trifluoroetanol
El 2,2,2-trifluoroetanol és el compost orgànic amb la fórmula CF₃CH₂OH. També conegut com a TFE o alcohol trifluoroetílic, aquest líquid incolor i miscible amb aigua té una olor que recorda l'etanol. A causa de l'electronegativitat del grup trifluorometil, aquest alcohol presenta un caràcter àcid més fort en comparació amb l'etanol.

## Propietats
El 2,2,2-trifluoroetanol s'utilitza com a dissolvent especialitzat en química orgànica. Les oxidacions de compostos de sofre utilitzant peròxid d'hidrogen es realitzen eficaçment en 2,2,2-trifuoroetanol.
Inhibeix competitivament l'alcohol deshidrogenasa, per exemple.
El 2,2,2-trifluoroetanol forma complexos amb bases de Lewis com el THF o la piridina mitjançant enllaços d'hidrogen, produint aductes 1:1. Es classifica com un àcid de Lewis dur i les seves propietats acceptores es discuteixen en el model ECW que produeix EA = 2,07 i CA = 1,06.

## Preparació
El 2,2,2-trifluoroetanol es produeix industrialment per hidrogenació o la reducció d'hidrur de derivats de l'àcid trifluoroacètic, com els èsters o el clorur d'acil.
El 2,2,2-trifluoroetanol també es pot preparar per hidrogenòlisi de compostos de fórmula genèrica CF₃-CHOH-OR (on R és hidrogen o un grup alquil que conté d'un a vuit àtoms de carboni), en presència d'un catalitzador que conté pal·ladi dipositat sobre carbó activat. Com a co-catalitzador d'aquesta conversió, s'utilitzen habitualment amines alifàtiques terciàries com la trietilamina.

## Usos
El 2,2,2-trifluoroetanol serveix com a dissolvent i matèria primera en química orgànica i biologia. El TFE és un dissolvent d'elecció per a les oxidacions de sulfurs mediades per peròxid d'hidrogen. El 2,2,2-trifluoroetanol actua com a desnaturalitzant de proteïnes. S'utilitza en la fabricació de determinats productes farmacèutics i substàncies farmacèutiques. El fluròmer del fàrmac, que és el 2,2,2-trifluoro-1-viniloxietà, és l'èter vinílic del trifluoretanol. És un dissolvent eficaç per a pèptids i proteïnes, i s'utilitza per a estudis de plegament de proteïnes basats en RMN i en la fabricació de niló. Com a font del grup trifluorometil, s'utilitza en diverses reaccions orgàniques, per exemple en la modificació de Still-Gennari de la reacció de Horner-Wadsworth-Emmons (HWE). El 2,2,2-trifluoroetil vinil èter, un fàrmac inhalat introduït clínicament amb el nom comercial Fluoromar, presenta un vinil èter de trifluoretanol. Aquesta espècie es va preparar mitjançant la reacció de 2,2,2-trifluoroetanol amb acetilè.

## Toxicitat
El trifluoroetanol es classifica com a tòxic per a la sang, el sistema reproductor, la bufeta, el cervell, les vies respiratòries superiors i els ulls. Les investigacions han demostrat que és un tòxic testicular en rates i gossos.